# Palazzo Valperga Galleani
Palazzo Valperga Galleani, conosciuto anche come Palazzo Valperga Galleani di Canelli e di Barbaresco, è un edificio storico di Torino situato in via Alfieri 6 (angolo Via XX Settembre), in zona Quadrilatero Romano non lontano da piazza San Carlo e piazza C.L.N.

## Storia

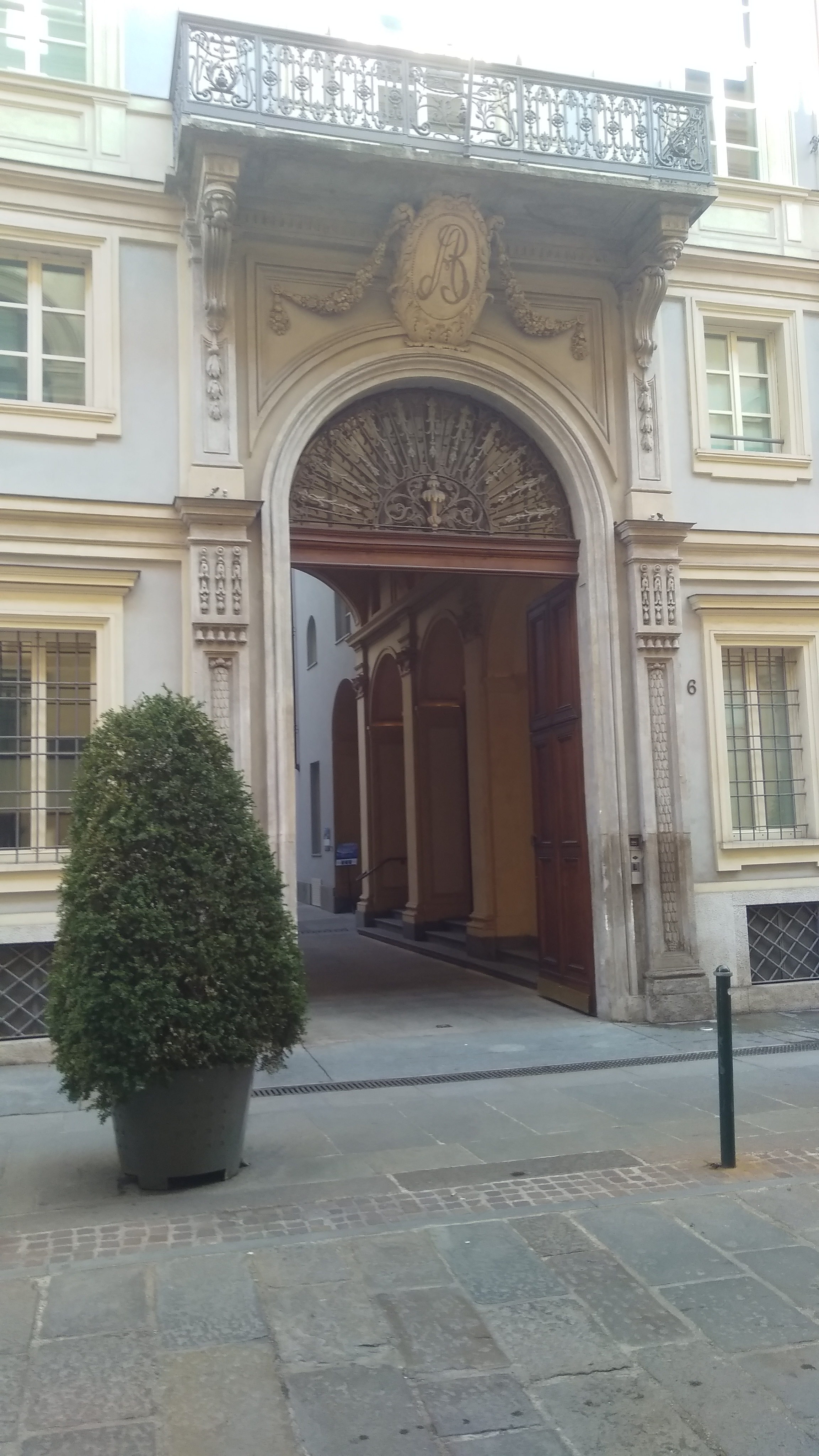
Il portale verso via Alfieri

Il palazzo fu originariamente costruito nel 1663, tramite l'unione e l'ampliamento di edifici preesistenti, su progetto dell'architetto e ingegnere Maurizio Valperga, che vi stabilì la propria abitazione. In quegli anni infatti la carriera di Valperga era in ascesa, tanto che nel 1667 sarebbe stato nominato primo architetto di Carlo Emanuele II di Savoia, ed egli aveva bisogno di una dimora adatta al suo status.
Agli inizi del XVIII secolo Giuseppe Antonio Valperga, nipote di Maurizio, vendette il palazzo al conte Gian Gerolamo Galleani di Canelli di Barbaresco. La famiglia Galleani abbellì il palazzo con alcuni affreschi di Cesare Mazzoni, e nel 1781 lo fece ristrutturare e ampliare dall'architetto Luigi Michele Barberis. Mentre il palazzo di Valperga era stato realizzato con uno schema aperto, sul modello della ville suburbane, Barberis progettò uno schema chiuso, dotando il palazzo della facciata su Via Alfieri arrivata fino ai giorni nostri.
Nella prima metà del XIX secolo il palazzo divenne proprietà dell'avvocato Giuseppe Gattino, collezionista d'arte che lo dotò di una notevole quadreria, che ospitava tra le altre opere di Guido Reni, Jan van Huysum, Johann Heinrich Roos, Gerard van Honthorst e Polidoro da Caravaggio, e di una biblioteca. Passò quindi in eredità ai conti Ricardi di Netro, che nel 1925 lo vendettero al Cottolengo, mentre nel 1951 fu acquistato dal Banco Ambrosiano, già proprietario dell'edificio adiacente che poté così unire le due proprietà.

### The Number 6
L'edificio è stato in seguito acquistato dal Gruppo Building e a partire dal 2010 è stato oggetto di un lavoro di riqualificazione, con la realizzazione del condominio The Number 6. Nel 2015 l'intervento ha ricevuto il premio come miglior ristrutturazione nel concorso annuale Building of the Year («edificio dell'anno») indetto dal sito web statunitense di architettura e design degli interni ArchDaily.